# Олексіївка (Сватівський район)
Олексі́ївка — село в Україні, у Білокуракинській селищній громаді Сватівського району Луганської області. Площа села — 496,8 га.

## Географія
Село розташоване на правому березі річки Біла, притоки Айдару (басейн Сіверського Дінця).

## Назва
Народна етимологія стверджує, що першу назву село Вірьовкине отримало завдяки непрохідним заростям очерету та лози у долині річки Білої, де ховалися втікачі від переслідувань та розбійників, які з метою пограбування ловили перехожих арканом — вірьовкою. Сучасну назву Олексіївка пов'язують з нащадком Бориса Куракіна, на честь якого вдячні селяни, що викупилися з неволі, й назвали село.

## Історія
Село виникло в другій половині XVII століття, згадка про село Вірьовкине датована 1663 роком. На початку XVIII століття, після азовських походів Петра I ці землі були віддані князю Борису Куракіну. Його син Олександр Куракін займався освоєнням цих земель в 1730-1760-х роках, розводив на цих землях овець та велику рогату худобу, давав притулок кріпакам-утікачам з України та Росії. Жителі Олексіївської слободи займалися різними промислами: рибальством, бортництвом, мисливством, розвивалося прядіння, ткацтво, ковальська справа, гончарство, бондарство, чумацтво. Торгувати їздили на ярмарок до Білокуракинської слободи. 1804 року на хуторі по правому березі річки Біла налічувалось 37 дворів.
З 1917 року — в складі УНР. З квітня 1918 року в селі встановлено владу Гетьмана України Павла Скоропадського. 9 квітня 1919 року селяни-бідаки організували комуну «Братство». Партійний (ВКП(б)) і комсомольський осередки створені в 1920 році.
7 березня 1923 року слобода Олексіївка отримала статус села. 1923 року з Олексіївської (Нещеретове, Паньківка, Шапарівка, Грицаївка, Заїківка, Бунчуківка), Білокуракинської і Павлівської волостей був утворений Білокуракинський район.
Під час організованого радянською владою Голодомору 1932—1933 років померло щонайменше 530 жителів села (за іншими архівними даними — 137 осіб).
У квітні 1934 року в селі з'явилися перші трактори ХТЗ. Своїми трудовими досягненнями славилася бригада героя соцзмагань Івана Острогляда. Жінки жваво опановували професію трактористок, відгукнувшись на заклик Паші Ангеліної: «Дівчата — на трактор!» Наприкінці 1934 — на початку 1935 року на території Світляківки спорудили залізничну гілку для підвозу піску з кар'єрів для насипу магістралі Південно-Донецької залізниці Москва-Донбас. У той же час комуністи сплюндрували православну церкву, закривши її для богослужінь.
У період Другої світової війни 224 жителя села були на фронті, 150 з них загинули, 44 дали ордени СРСР. Вже 23 червня відбувся мітинг жителів села, на якому значна частина дорослого чоловічого населення змушена була записатися добровольцями на сталінський фронт. Весняна сівба проходила важко: не вистачало робочих рук, техніки, тяглової сили. Частина орної землі залишилася незасіяною. На початку червня 1942 року під загрозою німецького наступу місцевими комуністами було розкрадено майно колгоспу, техніку, трактори, худобу (70 голів великої рогатої худоби, 150 голів молодняку, 20 коней, 120 овець). З 10 липня 1942 року по січень 1943 року село було зайняте італійськими військами, які дали змогу відкрити православну церкву і молитися Богові.
Населення села працювало на піщаному кар'єрі. Під час Острогозько-Россошанської наступальної операції частинам Південно-Західного фронту Червоної армії була поставлена задача вийти 18 січня 1943 року на лінію Шахове — Нагольна — Дем'янівка — Грицаївка — Гайдуківка. 24 січня 1943 року бійці 267 стрілецької дивізії вийшли на рубіж Шапарівка — Олексіївка — Нещеретове (Нещеретівка).
1946 року комуністи знову організували голод. Люди рятувалися втечею у західну Україну.
У 1950-х роках в селі збудували власну радіомережу, встановили дизельний електрогенератор, а в 1960-х роках під'єднали село до державної електромережі. Звели комплексний заготівельний пункт, швейну майстерню.

## Населення
Населення становить 983 особи, 263 двори.
1885 року у колишній державній слободі Олексіївської волості Старобільського повіту мешкало 1223 особи, було 174 дворових господарства. У 1914 році в селі проживало 2041 особа. На середину XX століття у селі мешкало 938 чоловік, було 342 двора.
Згідно з переписом УРСР 1989 року чисельність наявного населення села становила 752 особи, з яких 353 чоловіки та 399 жінок.
За переписом населення України 2001 року в селі мешкало 687 осіб.

### Мова
Розподіл населення за рідною мовою за даними перепису 2001 року:
| Мова       | Відсоток |
| ---------- | -------- |
| українська | 94,48 %  |
| російська  | 5,09 %   |
| інші       | 0,43 %   |

## Вулиці
У селі є такі вулиці: Лугова, Молодіжна, Набережна, Жовтнева, Первомайська, Підгірна, Радянська, Центральна, Шкільна.

## Економіка
За часів влади комуністів у Олексіївці містилася центральна садиба колгоспу «Шлях Леніна», за яким було закріплено 4273 га сільськогосподарських угідь, з низ 2717 га орної землі. Основним виробничим напрямком господарства було зернове рослинництво та м'ясо-молочне тваринництво. З підсобних підприємств колгосп мав олійницю з переробки соняшнику.
На розпайованих землях колишнього колгоспу утворилось декілька господарств: СТОВ Лотуре-Агро, фермерське господарство «Світоч» Світличного Миколи Філіповича та інші.

## Транспорт
Розташоване за 14 км від районного центру і 1,5 км від залізничної станції Чумбур на лінії Валуйки — Кіндрашівська-Нова.

## Культура
До 1965 року в селі звели 163 нові цегляні будинки з шиферною покрівлею. Також були побудовані медичний пункт, бібліотека, пошта, ощадкаса, комплексна побутова майстерня, 4 магазини. За роки дев'ятої п'ятирічки (1971—1975) в селі було збудовано 32 індивідуальних будинки.
1972 року на місці старого клубу звели новий сільський Будинок культури на 316 місць, із кіноустановкою і широкоформатним екраном. У селі працювала сільська бібліотека з книжковим фондом у 9237 примірників, бібліотекар — Письменна Ніна Іванівна.
Медичне обслуговування до революції проводив фельдшер Побєдоносцев Петро Петрович, який приймав хворих у себе вдома, оскільки спеціального приміщення не було.
З 1946 по 1952 роки в селі існував дитячій будинок для 350 дітей-сиріт, директором якого був Кисловський Микола Федорович, а старшою піонервожатою — Єресковська (Бабіна) Тамара Василівна.

### Школа
При церкві у 1890-х роках була відкрита церковнопарафіяльна школа. Вона була у змозі дати початкову освіту лише кожному третьому хлопцеві та кожній п'ятнадцятій дівчині, через те, що діти були повинні допомагати батькам по господарству влітку, а взимку більшість не мала ні одягу, ні взуття щоб відвідувати школу. 1903 року на березі річки в районі Світляківки було відкрито першу земську школу на 4 класи (40 учнів), усі діти навчалися в одному приміщенні з одним учителем. Краснопьоров Іван Гривич навчав дітей арифметики та російської мови, а батюшка Григорій — православного Закону Божого. Батюшку розстріляно у роки громадянської війни, а школу зруйновано в 1934 році. У 1978 році на кошти колгоспу було зведено нову будівлю восьмирічної школи на 200 місць.
Станом на 2013 рік в школі навчається 30 учнів в 9 класах, кількість персоналу становить 10 чоловік, директор Лубяна Лілія Анатоліївна. Філіпова Віра Петрівна, колишня вчителька-методистка удостоєна звання почесного громадянина Білокуракинщини.
У 1993 році в центрі села збудовано дитячий навчальний заклад «Соняшник».

## Пам'ятники
У селі споруджено пам'ятник на честь односельців, які загинули в боях.

## Церква
Кам'яна Свято-Миколо-Покровська церква була збудована з цегли 1833 року на кошти прихожан під керівництвом священика Гавриїла Попова, що похований в усипальниці. Її кілька разів закривали, усі цінності розграбовані. У різні часи в приміщенні церкви були бібліотека, клуб, зерносклад. Знаходиться у напівзруйнованому стані. З 2008 року за ініціативи отця Григорія поновлено службу.
2 листопада 2015 було здійснено акт вандалізму — підпал церкви. З правого боку культової будівлі вигоріли двері і дах з шиферу. Вхід закладається цеглою, дах ремонтується місцевими волонтерами. Станом на 2016 рік настоятелем храму служить ієрей Сергій Шевцов.

## Відомі уродженці
- Григоренко Михайло Георгійович (1906—1990) — генерал-лейтенант, Герой Радянського Союзу.